# Ron de Lugo

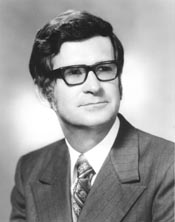
Ron de Lugo

Ron de Lugo (* 2. August 1930 in Englewood, New Jersey; † 14. Juli 2020 in Miami, Florida) war ein US-amerikanischer Politiker. Zwischen 1973 und 1979 sowie nochmals von 1981 bis 1995 vertrat er die Amerikanischen Jungferninseln als nicht stimmberechtigter Delegierter im US-Repräsentantenhaus.

## Werdegang
Ron de Lugo besuchte die Saints Peter and Paul School in Saint Thomas auf den Jungferninseln und das Colegio San Jose in Puerto Rico. In den Jahren 1948 und 1950 diente er in der US Army. Dabei war er zeitweise Programmdirektor und Ansager beim militärischen Radio AFN. Von 1950 bis 1955 war er auf den Jungferninseln im Radiogeschäft bei verschiedenen Sendern tätig. Politisch wurde er Mitglied der Demokratischen Partei. Zwischen 1956 und 1960 sowie nochmals von 1963 bis 1966 war er Mitglied im Senat seiner Heimat. Zeitweise führte er die dortige demokratische Fraktion. Von 1959 bis 1964 war er Mitglied des Democratic National Committee. In den Jahren 1961 und 1962 war er auch Bürgermeister (Administrator) der Insel Saint Croix. Von 1968 bis 1972 – zu einer Zeit, als es noch keine offiziellen Kongressdelegierten von den Jungferninseln gab – vertrat er seine Heimat bereits in Washington, D.C. Zwischen 1956 und 1968 nahm de Lugo als Delegierter an allen Democratic National Conventions teil.
Bei den Kongresswahlen des Jahres 1972 wurde de Lugo als erster nicht stimmberechtigter Delegierter der Jungferninseln in das US-Repräsentantenhaus in Washington gewählt, wo er am 3. Januar 1973 sein neues Mandat antrat. Nach zwei Wiederwahlen konnte er bis zum 3. Januar 1979 drei Legislaturperioden als Delegierter im Kongress absolvieren. Im Jahr 1978 verzichtete er auf eine weitere Kandidatur. Stattdessen bewarb er sich erfolglos um das Amt des Gouverneurs seiner Heimat. Bei den Wahlen des Jahres 1980 wurde de Lugo erneut zum Kongressdelegierten gewählt, wobei er am 3. Januar 1981 Melvin H. Evans ablöste, der zwei Jahre zuvor sein Nachfolger geworden war. Nach sechs Wiederwahlen konnte er dort bis zum 3. Januar 1995 sieben weitere Legislaturperioden verbringen. Im Jahr 1994 stellte er sich nicht mehr zur Wiederwahl. Anschließend ist er politisch nicht mehr in Erscheinung getreten.

## Einzelnachweis
1. ↑  Governor Orders USVI Flags Flown at Half-Staff in Honor of Revered V.I. Statesman Ron de Lugo